# Conclave de mars 1605
Le conclave de mars 1605 se déroule à Rome, du 14 mars au 1er avril 1605, juste après la mort du pape Clément VIII et aboutit à l'élection du cardinal Alexandre Ottaviano de Médicis qui devient le pape Léon XI.

## Source
- (en) Cet article est partiellement ou en totalité issu de l’article de Wikipédia en anglais intitulé « Papal conclave, March 1605 » (voir la liste des auteurs).